# Şaziye Erdoğan
Şaziye Erdoğan (* 23. Februar 1992 in Ankara als Şaziye Okur) ist eine türkische Gewichtheberin.

## Karriere
Sie war 2007, 2008 und 2009 Jugend-Europameisterin sowie 2009 Jugend-Weltmeisterin. 2009 und 2010 konnte sie die Titel bei den Junioren-Europameisterschaften gewinnen. Außerdem wurde sie 2010 Junioren-Vize-Weltmeisterin. Bei den Aktiven nahm sie erstmals 2010 an den Europameisterschaften teil. In Minsk gewann sie in der Klasse bis 48 kg die Bronzemedaille. 2011 war Okur bei den Junioren-Europameisterschaften Zweite und bei den Junioren-Weltmeisterschaften Dritte. Bei den U23-Europameisterschaften 2013 wurde sie allerdings bei der Dopingkontrolle positiv auf Stanozolol getestet und für zwei Jahre gesperrt. Nach ihrer Sperre wurde sie 2019 Europameisterin und Weltmeisterin in der Klasse bis 45 kg. 2022 holte sie bei den Europameisterschaften erneut Gold. Im selben Jahr nahm sie an den Mittelmeerspielen in Oran teil und konnte dort jeweils eine Bronzemedaille im Reißen und im Stoßen gewinnen.